# Minerva (bilmärke)

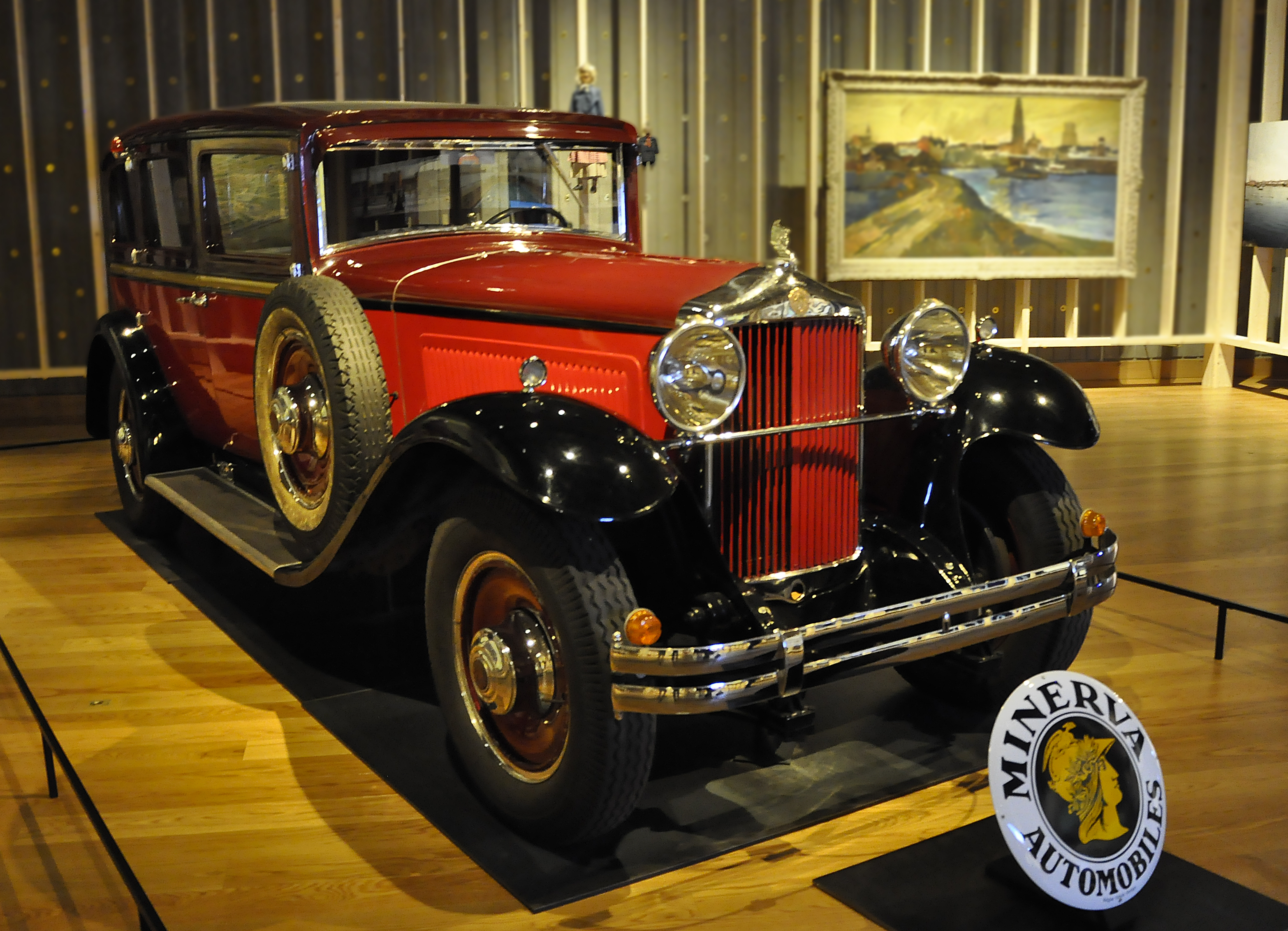
En Minerva från 1932 i Museum aan de Stroom i Antwerpen

Minerva var en belgisk motorfordonstillverkare mellan 1897 och 1938. 
Minerva började som cykeltillverkare 1897 och tillverkade föregångare till mopeder. Företaget blev en framgångsrik producent av motorcyklar och motorcykelmotorer. Bland annat var det en Minervamotor i den första motorcykeln av märket Triumph. År 1902 började tillverkningen av personbilar i Antwerpen. Bland kunderna till företagets exklusiva bilar fanns kungarna i Belgien, Sverige och Norge. 
Efter första världskriget återupptogs tillverkningen och märket hade framgång även i USA. 1930-talets finanskris ledde till att företaget rekonstruerades och at det 1934 slogs samman med Impéria. Märket försvann sedan och andra världskriget gjorde att det inte var aktuellt med ny tillverkning. Efter andra världskriget tillverkades i fabriken Land Rovers för Belgiens armé på licens fram till 1953. Företaget försökte men misslyckades återkomma på personbilsmarknaden, varför företaget lades ned 1956. 
Minervabilar finns utställda på bland andra Autoworld i Bryssel.

## Fotogalleri

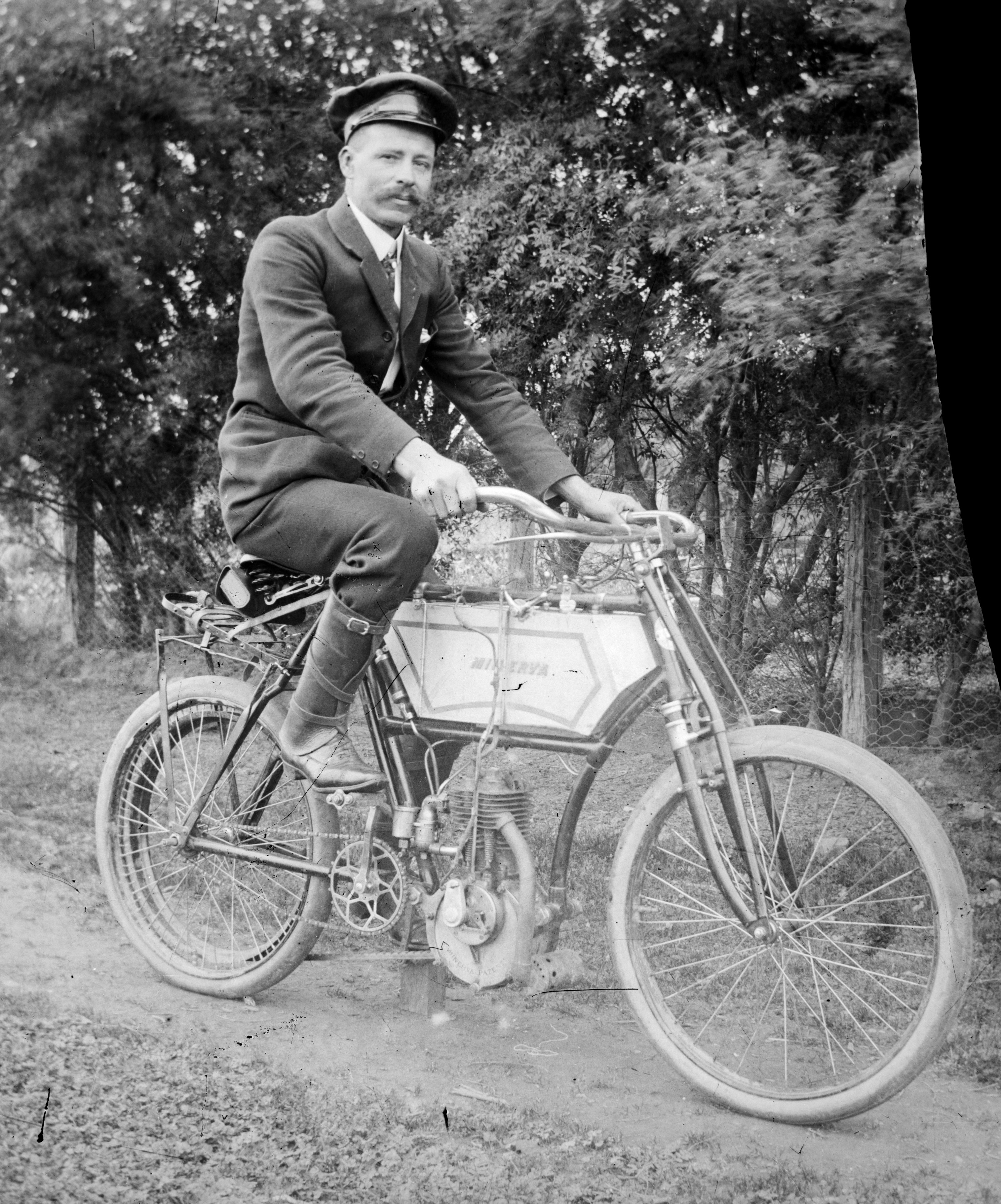
En Minervamoped, omkring sekelskiftet 1800/1900
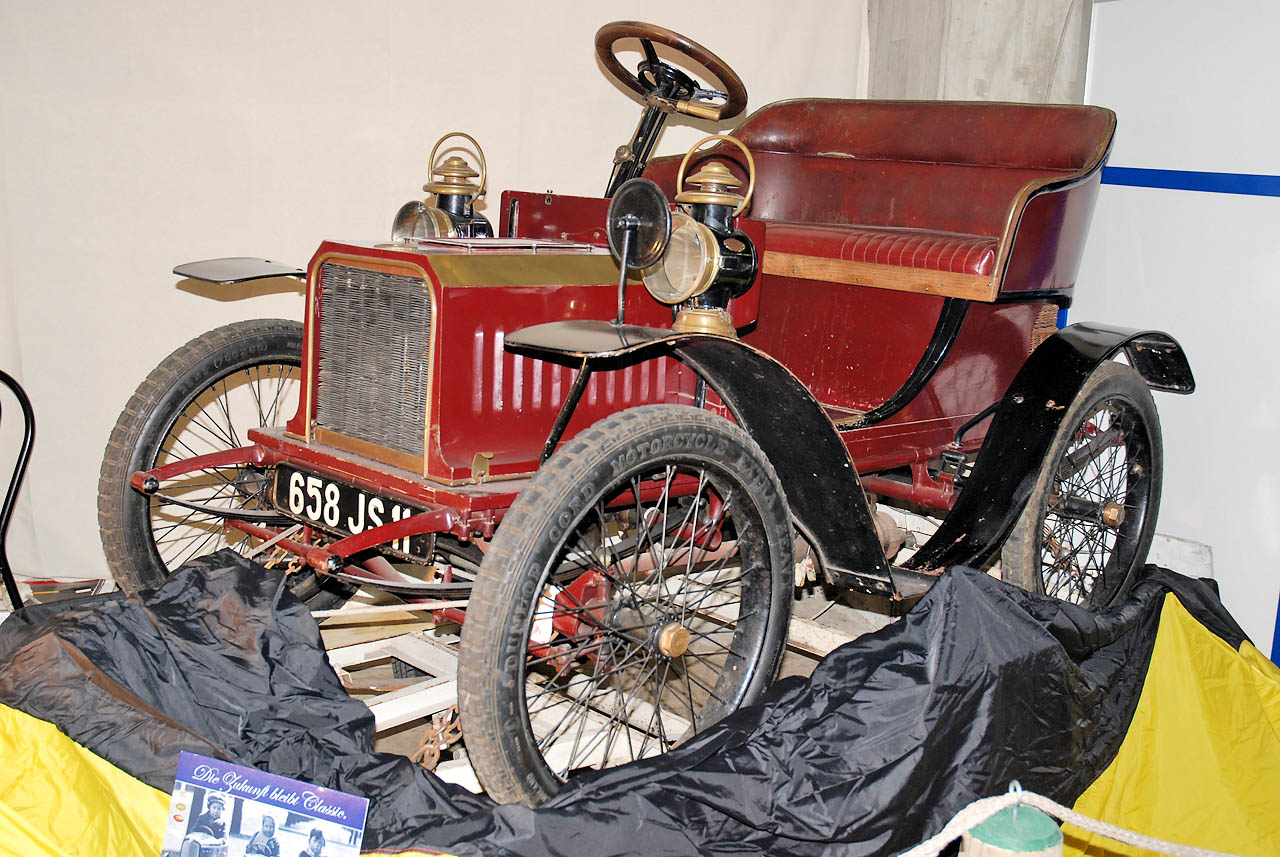
Minerva Minervette Type A från 1904
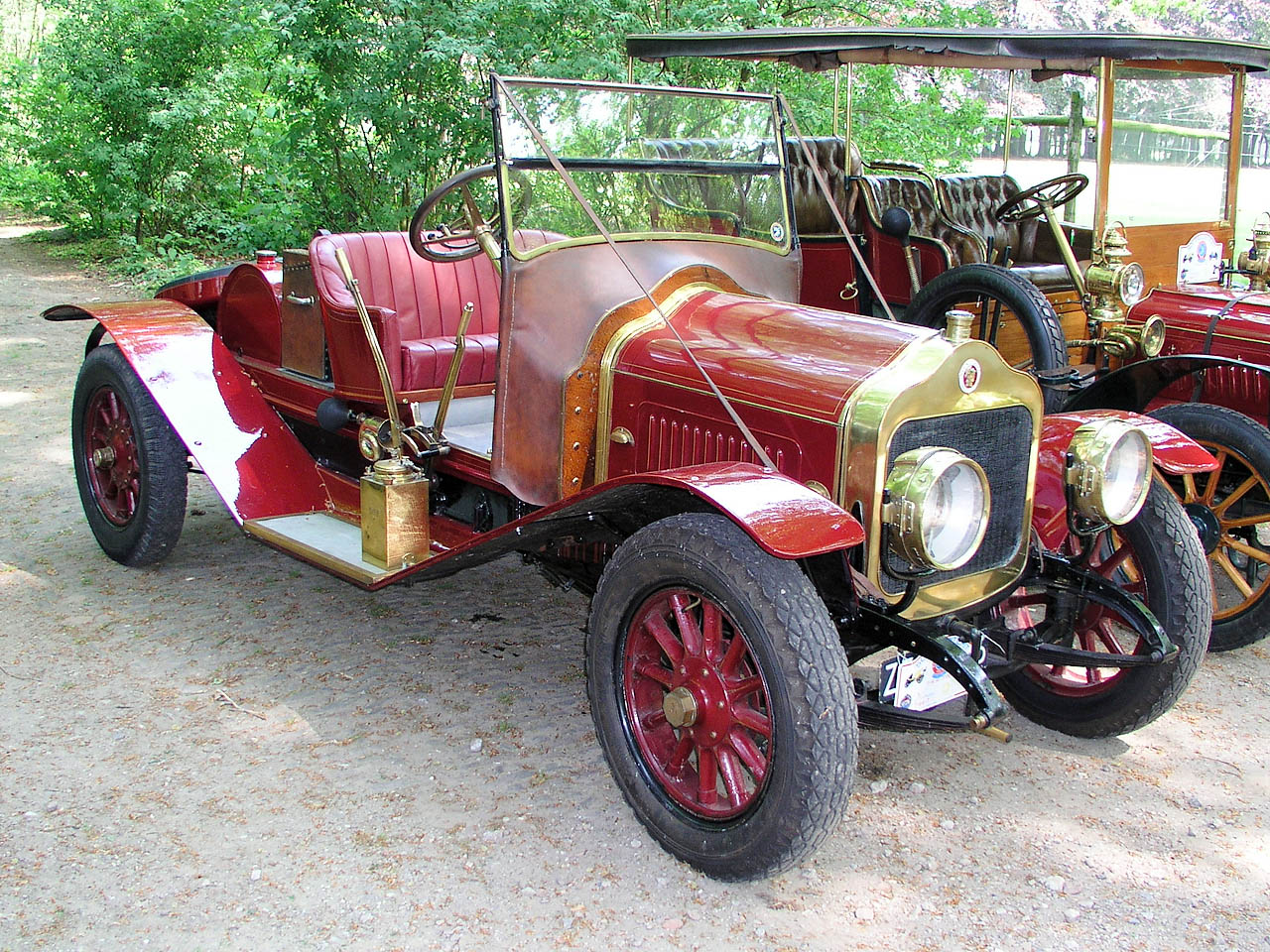
Minerva S 26 CV roadster från 1909
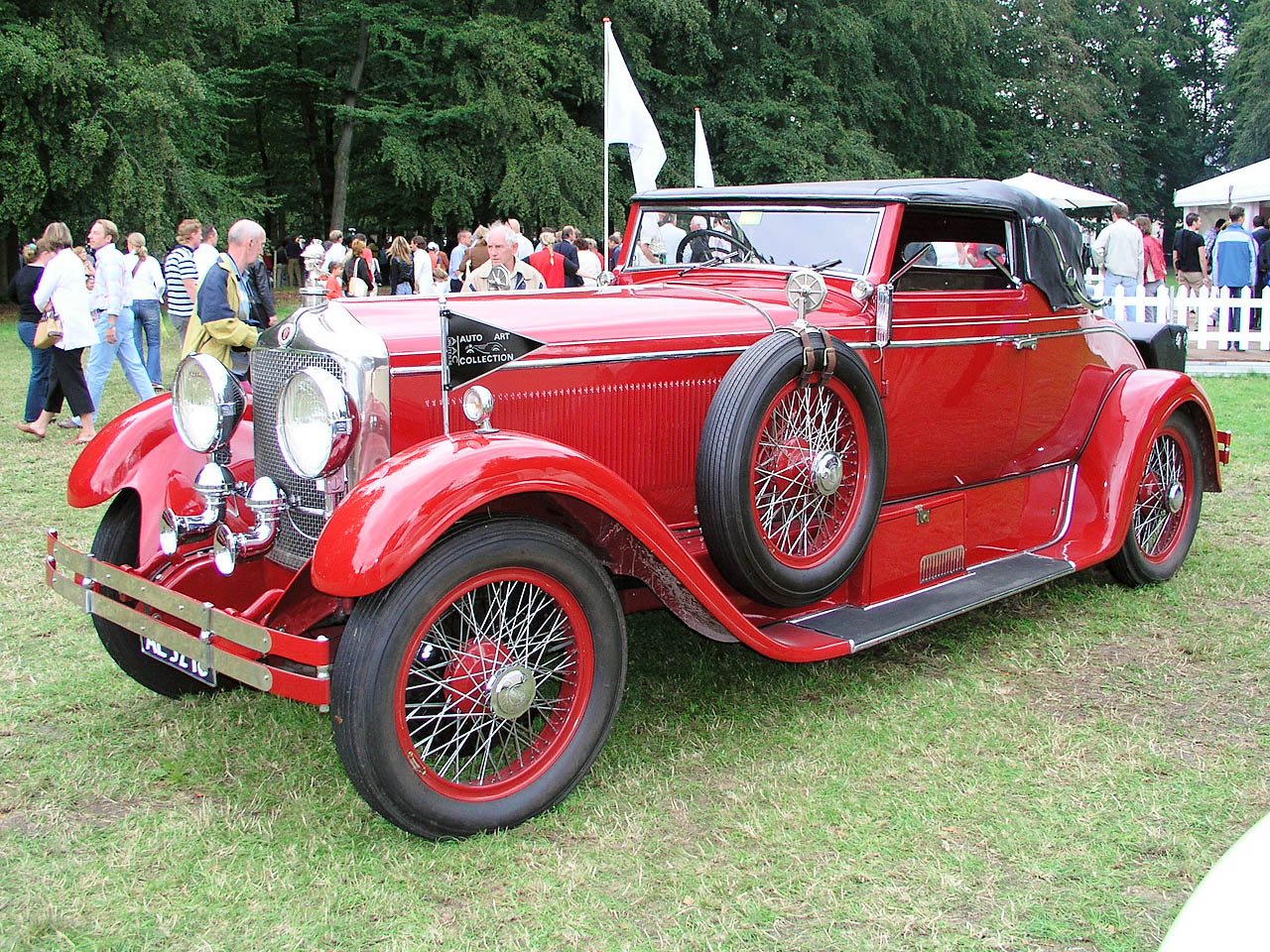
Minerva AF 30 CV roadster by Erdmann & Rossi från 1926
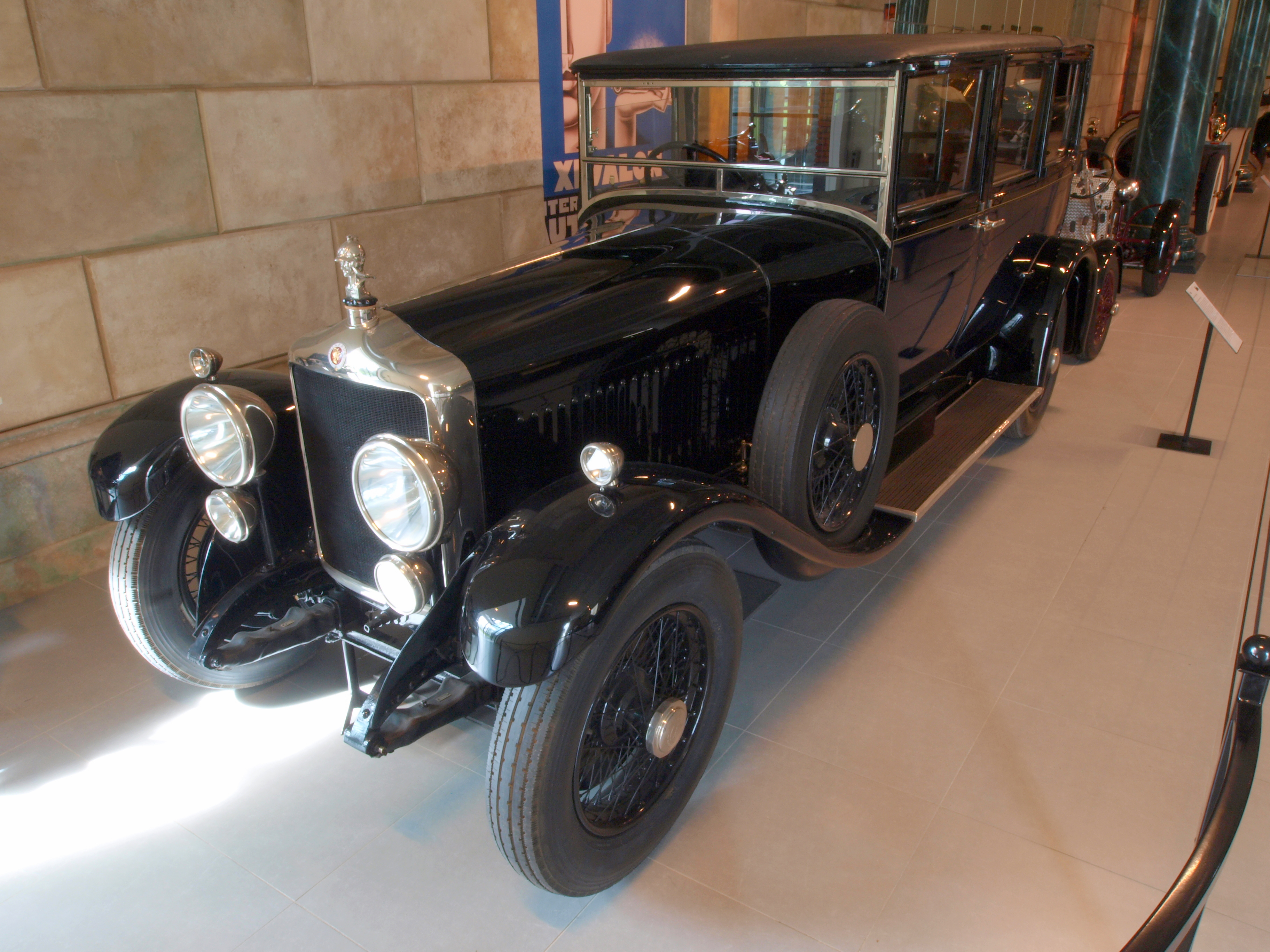
Minerva 32CV AK Landaulette  från 1928
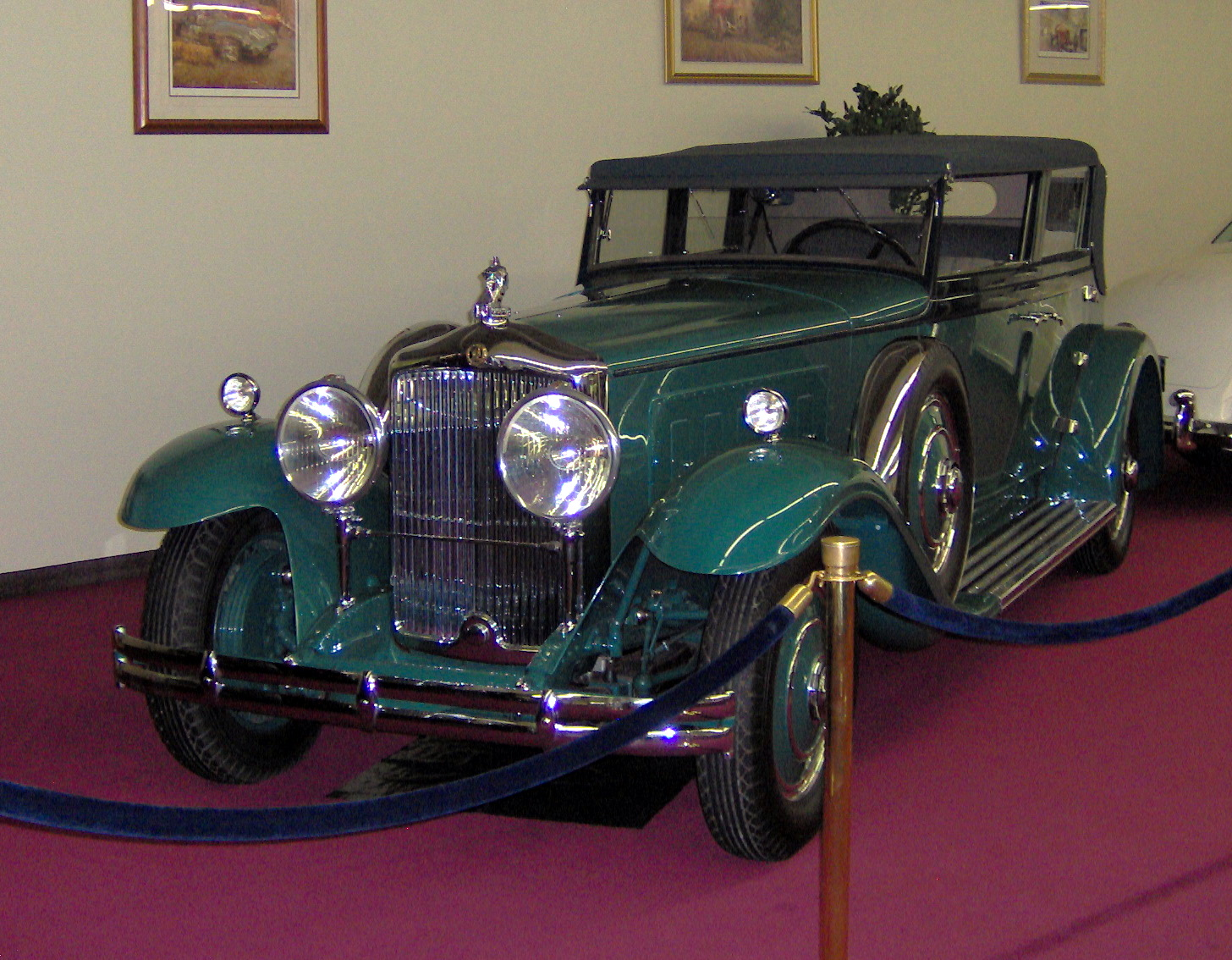
Minerva 8 AL Rollston Convertible Sedan från 1931
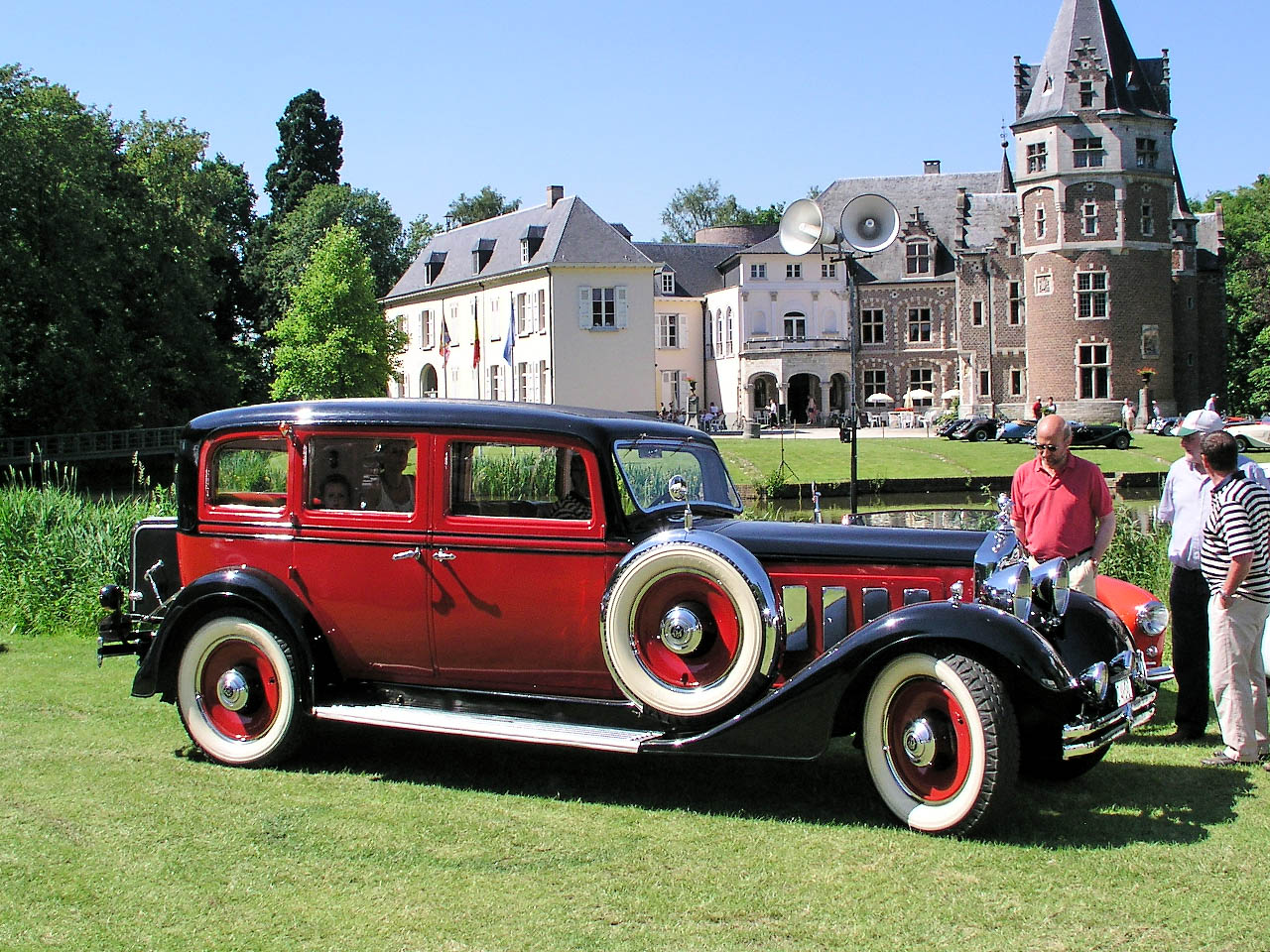
Imperia Minerva AP 22 CV limousine från 1937